# Уилям Фицуилям Оуен
Вицеадмирал Уилям Фицуилям Оуен (на английски: William Fitzwilliam Owen) британски морски офицер, военен топограф и картограф.

## Ранни години (1774 – 1803)
Роден е на 17 септември 1774 година в Манчестър, Великобритания, в семейство на морски офицер. На 13-годишна възраст постъпва в Кралския флот и остава там до края на живота си. Своеволен и с буен характер има множество проблеми в началото на военноморската си кариера. През 1797 г. получава чин лейтенант.

## Изследователска дейност (1803 – 1826)
След подновяването на войната между Англия и Франция през 1803 г., е командирован във водите на Индийския океан в ескадрата на адмирал Едуард Пелю. През 1806 г. детайлно картира Малдивските о-ви и открива проток между островите Сиберут и Сипора, покрай западното крайбрежие на остров Суматра. От 1808 до 1810 г. е пленник на французите на остров Мавриций. След освобождаването си през 1811 е повишен в капитан-лейтенант и се завръща в Англия през 1813 г.
В периода 1815 – 1816 г. извършва топографски дейности по картирането на Големите американски езера.
От 1821 до 1826 г. заснема и картографира значителни части от източното и западно крайбрежие на Африка – източно от Баб ел Мандебския проток, южно от нос Гвардафуй, бреговете на Мадагаскар (1824) и островите в Индийския океан – Сейшелски, Коморски, Амирантски и др. Резултатите от петгодишния му труд са 300 нови карти, над 30 хил. мили заснета брегова линия, но и смъртта на половината екипаж, починал от тропически болести.

## Следващи години (1826 – 1857)
През 1830 г. напуска военноморския флот и заедно със семейството си се премества в град Сейнт Джон, провинция Ню Брунсуик, Канада, където купува имение и се отдава на политическа и обществена дейност. От 1841 г. е мирови съдия и едновременно с това съдия в Долната правна камара на провинцията.
От 1837 до 1842 г. е член на Законодателната камара на провинцията. През декември 1843 г. след загубата му на изборите е избран в законодателния съвет на провинцията и остава там до 1851 г.
Междувременно от септември 1842 до декември 1847 г. ръководи от сушата топографо-геодезическите дейности по картирането на залива Фънди. Като офицер от запаса през 1841 г. става контраадмирал, а през 1854 – вицеадмирал.
Умира на 3 ноември 1857 година в Сейнт Джон на 83-годишна възраст.

## Трудове
- „Narrative of voyages to explore the shores Africa, Arabia and Madagascar“, Vol. 1 – 2, London, 1833.